# Athos Dimulàs
Athos Dimulàs (en grec modern, Άθως Δημουλάς) (Atenes, Grècia, 1921-1985) fou un poeta grec guardonat amb diversos premis. Va estudiar enginyeria civil a la Universitat Nacional Tècnica d'Atenes i a l'estranger (Bèlgica, Anglaterra i França). Després de la seva tornada a Grècia va treballar com a enginyer civil i va ser director dels ferrocarrils estatals hel·lènics (SEK) 1944 a 1972. La seva col·lecció de poemes Άλλοτε και αλλού (1966) va obtenir el Premi Estatal de Poesia. Va estar casat amb la poeta Kikí Dimulà.

## Obres
- Ποιήματα (Poemes), 1951
- Νέα Ποιήματα (Nous Poemes), 1951
- Σονέττα (Sonets), 1953
- Χωρίς τίτλο (Sense títol), 1956
- Ορφεύς (Orfeu), 1958
- Ένδον (Interior), 1960
- Αυτή η πραγματικότητα και η άλλη (Aquesta realitat i l'altra), 1961
- Περί μνήμης (Sobre la Poesia), 1964
- Άλλοτε και αλλού (A qualsevol moment i lloc), 1966
- Ο αγρός της τύχης (El camp de la fortuna), 1972
- Η μοίρα των πεπρωμένων (La moira de les destinacions), 1979